# Unione montana del Montefeltro
L'Unione montana del Montefeltro è un'unione di comuni, con sede a Carpegna, in provincia di Pesaro e Urbino nelle Marche. È attiva dal 1º gennaio 2015, in sostituzione della Comunità montana del Montefeltro, soppressa dal 31 dicembre 2014, in attuazione della legge regionale n°35 del 2013.

## Comuni
È costituita dai comuni di:
| Rank | Comune                | Superficie (km²) | Abitanti | Densità (ab./km²) | Altitudine (m s.l.m.) | Frazioni |
| ---- | --------------------- | ---------------- | -------- | ----------------- | --------------------- | --- |
| 1    | Belforte all'Isauro   | 12,29            | 739      | 60,46             | 344                   | Campo, Torriola, Molino |
| 2    | Carpegna              | 28,94            | 1 612    | 57,19             | 748                   | Genghe, Le Frazioni, Pietrino, Passo Cantoniera, Palazzaccio, Torre Fossati |
| 3    | Frontino              | 10,37            | 288      | 27,29             | 519                   | Ponte Nuovo, Torrito, Linara, Montefiorentino |
| 4    | Lunano                | 15,01            | 1 447    | 100               | 297                   | Serra di Piastra |
| 5    | Macerata Feltria      | 40,07            | 1 946    | 49,51             | 321                   | Apsa, Ca' Antonio, Castellina, Certalto, Grassano, Mondagano, Santa Lucia, Santa Maria Valcava, San Teodoro, San Vicino |
| 6    | Mercatino Conca       | 13,95            | 996      | 73,41             | 275                   | Monte Altavellio, Piandicastello, Ripalta |
| 7    | Monte Cerignone       | 18,24            | 638      | 36,18             | 528                   | Valle di Teva |
| 8    | Monte Grimano Terme   | 23,97            | 1 073    | 46,6              | 536                   | Montelicciano, Savignano Monte Tassi |
| 9    | Piandimeleto          | 39,9             | 2 030    | 50,88             | 319                   | Cavoleto, Monastero, Pirlo, San Sisto, Viano |
| 10   | Pietrarubbia          | 13,29            | 602      | 48,16             | 572                   | Mercato Vecchio (sede comunale), Ponte Cappuccini |
| 11   | Sassocorvaro Auditore | 87,55            | 4 888    | 55,99             | 326                   | Auditore, Bronzo, Ca' Guido, Ca' Angelino, Caprazzino, Case Nuove Provinciali, Casinina, Castelnuovo, Celletta di Valle Avellana, Fontanelle, Mercatale, Molino Fulvi, Piagniano, Pian d'Alberi, San Donato in Taviglione, San Giovanni, San Leo Nuovo, Sassocorvaro. |
| 12   | Tavoleto              | 12,41            | 851      | 69,06             | 426                   | Casinella, Ripamassana, Valle Fuini |

I dati sono aggiornati al 31/12/2020
Rispetto alla precedente Comunità montana, non hanno aderito al nuovo ente i comuni di Montecopiolo e Sassofeltrio.